# Rita Algranati
Rita Algranati   (Roma, 12 de gener de 1958) és una activista política italiana, militant de les Brigades Roges entre 1977 i 1979.

## Trajectòria
Esposa d'Alessio Casimirri, exbrigadista romà en crida i cerca, el 1988 va ser condemnada a presó perpètua pels assassinats del jutge Riccardo Palma, del conseller provincial romà del partit Democràcia Cristiana Italo Schettini, del tinent coronel Antonio Varisco i dels dos policies durant l'assalt a la seu de Democràcia Cristiana de Roma de 1979.
També va participar en l'emboscada a Via Fani el 16 de març de 1978, en la qual les Brigades Roges van segrestar Aldo Moro i van matar els cinc agents de la seva escorta. Segons la història de les mateixes Brigades Roges, es va col·locar amb un ram de flors a la mà a la cantonada entre la Via Trionfale i la Via Fani, per dur a terme la tasca d'escolta i control de Moro i, posteriorment, activar el senyal a Mario Moretti, Alvaro Lojacono i Casimirri perquè poguessin interceptar el comboi amb els seus cotxes i bloquejar-lo en el punt establert per a l'emboscada.
Fugitiva des de 1982, va viure molts anys a Managua, capital de Nicaragua, amb el seu marit Alessio Casimirri, de qui es va separar més tard, però no oficialment. Ell va romandre al país mentre que ella el va deixar a l'inici de la dècada de 1990, després de la fi del seu matrimoni.
En aquesta no etapa, es va traslladar a Angola, i després a Algèria, al costat del seu nou company, Maurizio Falessi, un altre membre de la cèl·lula romana de les Brigades Roges, al costat del qual va ser capturada al Caire el gener de 2004. Les connivències i proteccions que van permetre una fugida tant llarga no han sortit a la llum i són encara objecte d'investigació.